# William Petersen
William Louis Petersen,američki glumac, rođen je 21. veljače 1953. Najpoznatiji je po ulozi Gila Grissoma u seriji CSI.

## Biografija

### Rani život
Petersen, najmlađe od šestero djece, rođen je u Evanstonu u Illinoisu. On je Danac po očevoj strani i Nijemac po majčinoj. Završio je srednju školu Bishop Kelly High School u Boisu u Idahou 1972. Primljen je na Idaho State University sa sportskom (nogometnom) stipendijom. Dok je živio u Idahou, Petersen je pohađao sate glume, što će mu promijeniti život. Napustio je školu 1974. i sa svojom ženom, Joanne, pratio profesora drame u Basque, gdje je studirao kao šekspirijanski glumac. Petersen se zainteresirao za basquesku kulturu i naučio je basqueski jezik, Euskeru. Svojoj je kćeri dao basquesko ime Maite, što znači ljubav. Petersen se vratio u Idaho da postane glumac. Ne želeći raditi ne-glumački posao u Idahou, vratio se u Chicago, gdje je živio kod rođaka. Bio je aktivan u kazalištu. Glumio je u kazalištu Steppenwolf Theatre Company i bio suosnivač kazalište Remains Theater Ensemble, skupa s glumcima Gary Coleom i Ted Levineom.

## Karijera
Petersen je obično potpisan bez svojega srednjeg imena (kao William Petersen, a ne William L. Petersen). S obziro da je uloga u Manhunteru bila emocionalno iscrpljujuća za njega, učinio je sve da se riješi Willa Grahama nakon snimanja promotivnih fotografija. Obrijao je bradu, skratio kosu i obojio ju u plavo. Tvrdio je da je to učinio zbog toga što je, dok je uvježbavao tekst za predstavu u Chicagu, iz njega uvijek progovarao Will Graham; kosu je obojao da bi se mogao pogledati u zrcalo i vidjeti drugu osobu. Petersen je odbio ulogu u filmu Olivera Stonea, Vod smrti, jer bi ga uloga zadržala na Filipinima, daleko od obitelji. Umjesto toga, 1987. snimio je film Long Gone.
Ponuđena mu je uloga Henryja Hilla u filmu Dobri momci, koju je odbio. 1993. Petersen se pojavio u mini seriji "Return to Lonesome Dove", a 1996. u filmu "Fear" (Strah). U oba projekta njegov lik se preziva Walker.
Od 2000. godine Petersen je najpoznatiji po ulozi dr. Gila Grissoma u CBS-ovoj seriji CSI: Crime Scene Investigation.

## Osobni život
Petersen je oženio svoju dugogodišnju djevojku Ginu Cirone u lipnju 2003. Ima kćer Maite iz prethodnog braka, koja je rodila dječaka po imenu Mazrik William u listopadu 2003. 2004. godine opisao je u časopisu Playboy svoje iskustvo blizu smrti, koje je imao 1980-ih.

## Filmografija
- Thief (1981.) (potpisan kao William L. Peterson)
- Živjeti i umrijeti u L.A.-u (1985.) - Richard Chance (potpisan kao William L. Petersen)
- Manhunter (1986.) - Will Graham
- Amazing Grace and Chuck (1987.)
- Long Gone (TV serija) (1987.)
- Cousins (1989.)
- Young Guns II (1990.) - Pat Garrett
- Return to Lonesome Dove (mini serija) (1993.) - Gideon Walker
- In the Kingdom of the Blind, the Man With One Eye Is King (1995.) - Tony C.
- Fear (1996.) - Steve Walker
- The Beast (mini serija) (1996.) - Whip Dalton
- 12 gnjevnih ljudi (1997.) - Porotnik #12
- The Rat Pack (1998.) - John F. Kennedy
- Kiss the Sky (1999.) - Jeff
- The Skulls (2000.) - Ames Levritt
- The Contender (2000.) - Jack Hathaway
- CSI: Crime Scene Investigation (2000. – 2009.) - Gil Grissom

## Vanjske poveznice
- Informacije o ulozi u Manhunteru[neaktivna poveznica]
- Biografija na službenim stranicama serije CSI  Arhivirana inačica izvorne stranice od 4. listopada 2006. (Wayback Machine)
- William Petersen u internetskoj bazi filmova IMDb-u (engl.)